# فدراسیون تک‌بال ارمنستان
فدراسیون تک‌بال جمهوری ارمنستان (ارمنی: Հայաստանի Teqball ֆեդերացիա) که با نام فدراسیون تک‌بال ارمنستان نیز شناخته می‌شود، نهاد تنظیم‌کننده ورزش تک‌بال در ارمنستان می‌باشد که توسط کمیته المپیک ارمنستان اداره می‌شود و مقر آن در شهر ایروان واقع شده است.

## تاریخچه
این فدراسیون در سال ۲۰۲۰ میلادی تأسیس شد و ریاست فعلی آن را یوری سارگسیان برعهده دارد. این فدراسیون عضو کامل فدراسیون بین‌المللی تک‌بال می‌باشد.
این فدراسیون همچنین مسابقات ملی تکبال، از جمله مسابقات هفتگی «سری تک‌بال» را که در مرکز تک‌بال در ایروان میزبانی می‌شود، برگزار می‌کند.